# 1988
1988 (MCMLXXXVIII) fon un any bixest començat en divendres.

## Esdeveniments
Països Catalans
- 29 de setembre: Molins de Rei (Baix Llobregat) és proclamada la quarta Ciutat Gegantera de Catalunya.
- Publicació de la novel·la Carrer de l'Argenteria, 36 d'Antoni Serra i Bauçà.
- Barcelona (Barcelonès): es funda l'Esbart Dansaire Renaixença.[1]

Resta del món
- 3 de juliol: és abatut el vol 655 d'Iran Air al sud de l'illa de Qeshm, a l'estret d'Ormuz, per un creuer llançamíssils estatunidenc provocant l'anorreament dels 290 ocupants de la nau.
- 25 d'agost, Lisboa, Portugal. Té lloc l'incendi del Chiado, i el barri va haver de ser reconstruït per l'arquitecte Álvaro Siza Vieira.[2]
- 14 de desembre: Vaga general de 1988 a Espanya.
- 21 de desembre, Lockerbie, Escòcia: El vol 103 de Pan Am esclata en ple vol per una bomba sobre la població escocesa de Lockerbie. 270 persones moren entre els passatgers i els habitants de la ciutat degut als fragments de l'aeronau caiguts. Es creu que hi ha una implicació del règim libi de Gaddafi.
- 30 de desembre, Roma: El papa Joan Pau II signa l'exhortació apostòlica Christifideles laici.
- Neix a Israel el moviment Dones de negre

### Cinema
| M/d   | Direcció           | Títol               | Gènere         |
| ----- | ------------------ | ------------------- | -------------- |
| 09/10 | Bernard Rose       | La casa de paper    | fantàstic      |
| 12/15 | Yahoo Serious      | El jovenet Einstein | comèdia        |
| 09/29 | Giuseppe Tornatore | Cinema Paradiso     | com. dramàtica |

### Còmic
El 18 de maig es publicà la primera tira còmica de Pugad Baboy.

### Música
El 17 de maig Frank Zappa actuà a Barcelona, en un concert retransmés per TVE.
Naiximents
- 12abr  Tone Damli Aaberge (cantant)
- 17mai  Nikki Reed (cantant)
- 27des  Hayley Williams (Paramore)

### Premis Nobel
| Camp                  | Guardonats                                                 |
| --------------------- | ---------------------------------------------------------- |
| Física                | - Leon M. Lederman - Melvin Schwartz - Jack Steinberger    |
| Química               | - Johan Deisenhofer - Robert Huber - Hartmut Michel        |
| Medicina o Fisiologia | - James W. Black - Gertrude B. Elion - George H. Hitchings |
| Literatura            | - Naguib Mahfouz                                           |
| Pau                   | - Cascos Blaus                                             |
| Economia              | - Maurice Allais                                           |

## Naixements
Països Catalans
- 20 de febrer, Barcelona: Ona Meseguer, waterpolista catalana, medalla de plata als Jocs Olímpics de Londres 2012.[5]
- 1 d'abril, Torrebesses: Aida Flix Filella, actriu catalana.[6]
- 23 d'abril, Sant Cugat del Vallès, Vallès Occidental: Marta Palau, esquiadora catalana.[7]
- 25 d'abril, Barcelona: Jenn Díaz, filòloga, escriptora, traductora i política catalana, diputada al Parlament de Catalunya.[8]
- 29 d'abril, Perpinyà, Catalunya del Nord: Maxime Delonca, jugador de rugbi.
- 16 de juliol, Sabadell, Vallès Occidental: Sergio Busquets i Burgos, futbolista.
- 31 de juliol, Barcelona: Mireia Miró, esquiadora i corredora de muntanya catalana.[9]
- 21 de setembre, Sabadell: Olga Domènech Morales, jugadora de waterpolo catalana.[10]
- 19 de novembre, Terrassa: Gemma Humet, cantant i pianista catalana.[11]
- 22 de novembre, Barcelona: Jèssica Vall, nedadora catalana, especialitzada en 200 m braça.[12]
- 23 de desembre, Barcelona: Georgina Latre, actriu catalana de teatre, cinema i televisió; coprotagonista de la sèrie Ventdelplà.[13]

Resta del món
• 7 de gener, Breda, Països Baixos: Hardwell, DJ i productor neerlandès.
- 14 de febrer, Rosario, Argentina: Angel Di María, Futbolista argentí.
- 6 de març, Vänersborg (Suècia)ː Agnes Carlsson, cantant.
- 8 de març, Tirana, Albània: Jahmir Hyka, futbolista albanès.
- 11 de març:
  - Le Mans, Sarthe: Steve Pinau, futbolista francès.
  - Caracas, Veneçuela: Canserbero, raper, cantant, compositor i activista social veneçolà.
- 13 d'abril - Madrid: Rita Maestre, política i activista espanyola, regidora del seu Ajuntament.[14]
- 27 d'abril - Austin, Estats Units: Austin Amelio, actor nord-americà.
- 4 de maig, Fanwood: Derrick Caracter, jugador de bàsquet.
- 5 de maig, Tottenham, Anglaterra: Adele, cantant i compositora anglesa de soul.[15]
- 27 de juny - Long Island: Alanna Masterson, actriu nord-americana.
- 11 de juny, Kinshasa, República Democràtica del Congo: Ritchie Kitoko, futbolista.
- 4 de juliol, Pamplona: Marta Unzué Urdániz, jugadora de futbol espanyola.[16]
- 7 d'agost, Denver, Colorado, EUA: Anikka Albrite, actriu pornogràfica i directora.
- 11 d'agost, Amsterdam, Països Baixos: Irfan Bachdim, futbolista internacional amb Indonèsia.
- 31 d'agost, Teide: Iván Alejandro Benítez, futbolista.
- 3 de setembre, Las Palmas de Gran Canària, Espanya: Carla Suárez Navarro, jugadora de tennis professional espanyola.[17]
- 11 de setembre, Ilsan, Corea del Sud: Jain Kim, escaladora coreana.
- 13 de setembre, Mèrida, Espanya: Laura Campos Prieto, gimnasta espanyola.
- 6 d'octubre, Berkeley, Califòrnia: KSHMR, DJ i productor californià d'origen indi.
- 22 d'octubre - Washington DC: Corey Hawkins, actor estatunidenc.
- 6 de novembre - Scottsdale, Arizona: Emma Stone, actriu estatunidenca, Oscar a la millor actriu el 2017 pel seu paper a la comèdia musical La La Land.
- 7 de novembre, Kíev, RSS d'Ucraïna: Aleksandr Dolgopòlov, tennista ucraïnès.
- 16 de novembre, Urmia, Iran: Helly Luv, cantant, ballarina, coreògrafa, actriu i model kurda.
- 1 de desembre - Múnic: Nadia Hilker, actriu i model alemanya.
- 3 de desembre, Dourados, Brasil: Keirrison de Souza Carneiro, futbolista brasiler.
- 25 de desembre
  - Düsseldorf, Rin del Nord-Westfàlia: Michael Blum, futbolista.
  - Ronciglione, Itàlia: Marco Mengoni, cantant italià.
- Barcelona, Marta Nael, artista digital.

## Necrològiques
Països Catalans
- 14 de març - Barcelona: Helena Maragall i Noble, litògrafa i gravadora catalana (n. 1893).[18]
- 18 de març - ?ː Glòria Velat, jugadora d'escacs catalana, dominadora dels escacs femenins en les dècades de 1930 i 1940 (n. 1915).[19]
- 26 de març - Barcelona: Rafael Ferrer i Fitó, músic (n. 1911).
- 28 de març - Tiana: Clotilde Godó, pianista, deixebla d'Enric Granados i amant seva (n. 1885).[20]
- 16 d'abril - Deià, Mallorca: Norman Yanikun, pintor estatunidenc.
- 22 d'abril - Deià, Mallorca: Ulrich Leman, pintor alemany.[21]
- 1 de maig - Barcelona: Josefina Tàpias, actriu catalana de teatre i de cinema, de dilatada carrera (n. 1903).[22]
- 10 de juny - Barcelona: Josep Tarradellas, polític català, 125è president de la Generalitat de Catalunya (n. 1899).[23]
- 20 de juliol - Barcelona: Maria Carbonell i Mumbrú, pianista catalana (n. 1911).[24]
- 6 d'agost - Madrid: Maria Dolors Calvet i Prats, concertista de piano, compositora i poetessa (n. 1907).[25]
- 21 d'agost - Los Angeles: Ray Eames, artista i dissenyadora estatunidenca esdevinguda clàssica del segle xx (n. 1912).[26]
- 24 d'agost - 
  - Blanes, la Selva: Maria Teresa Bedós, pintora (n. 1906).[27]
  - Palma: Maria Aumacellas Salayet, nedadora, pionera en aigües obertes i entrenadora catalana (n. 1910).[28]
- 27 de novembre - Barcelona: Carme Carbonell, actriu catalana de teatre i cinema (n. 1900).[29]
- 2 de desembre, Barcelona: Núria Sagnier i Costa, escriptora i traductora catalana, i estudiosa de Wagner (n. 1902).[30]
- 21 de desembre, Barcelona: Rosa Mas i Mallén, violinista i compositora catalana (n. 1915).[31]
- Mataró: Enric Fité i Sala, cineasta amateur.

Resta del món
- 4 de gener, Wisconsin: Ruth Bleier, neurofisiòloga nord-americana, estudiosa dels biaixos de gènere en biologia (n. 1923).[32]
- 11 de gener - Nova York (EUA): Isidor Isaac Rabi,físic nord-americà d'origen austríac, Premi Nobel de Física de 1944 (n. 1898).
- 15 de gener - Dublín (Irlanda): Seán MacBride, periodista, advocat i polític irlandès, Premi Nobel de la Pau de l'any 1974 (n. 1904).
- 26 de gener - Saffron Walden, Essex, Anglaterra: Raymond Williams, intel·lectual del Regne Unit que formà part del Cercle de Birmingham (marxistes anglesos).
- 15 de febrer - Los Angeles, Califòrnia (EUA): Richard Feynman, físic estatunidenc, Premi Nobel de Física de l'any 1965 (n. 1918).
- 19 de febrer - Great Barrington, Massachusetts (EUA): André Fréderic Cournand, metge estatunidenc d'origen francès, Premi Nobel de Medicina o Fisiologia de l'any 1956 (n.1895).
- 3 de març - Madison: Sewall Wright, biòleg estatunidenc (n. 1889)[33]
- 9 de març - Tübingen, (Alemanya): Kurt Georg Kiesinger polític conservador alemany, va ser Canceller d'Alemanya de 1966 a 1969 (n. 1904).[34]
- 10 de març - Oxford, Anglaterra: Andy Gibb, cantant i compositor anglès.
- 20 de març - Cuernavaca, Mèxic: Gil Evans, compositor, director, arranjador i pianista de jazz (n. 1912).[35]
- 30 de març - París (França): Edgar Faure, polític i escriptor francès (n. 1908)[36]
- 12 d'abril - Botha's Hill, Sud-àfrica: Alan Paton, pedagog, polític i escriptor, així com activista anti-apartheid (n. 1903).[37]
- 26 d'abril - Ciutat de Guatemala, Guatemala: Juan José Gerardi Conedera, bisbe i defensor de la memòria històrica de Guatemala. Morí assassinat.
- 8 de maig - Carmel, Califòrnia: Robert Anson Heinlein, escriptor nord-americà (n. 1907).[38]
- 13 de maig - Amsterdam, Països Baixos: Chet Baker, trompetista i cantant de jazz nord-americà caigut des d'un balcó (n. 1929).[39]
- 20 de maig - Bucarest: Ana Aslan, científica i metgessa romanesa.[40]
- 27 de maig - Berlín (Alemanya): Ernst Ruska, físic i enginyer, Premi Nobel de Física de l'any 1986 (n. 1906).[41]
- 28 de maig - Nova York (EUA): Melvin James Oliver, trompetista, arranjador, cantant i compositor de jazz nord-americà conegut amb el pseudònim de Sy Oliver (n. 1910).[42]
- 31 de maig, Leeds: Irene Manton, botànica britànica, experta en falgueres i algues.[43]
- 11 de juny - Roma, Itàlia: Giuseppe Saragat, president de la República italiana (n. 1898).[44]
- 18 de juliol, Madrid: Blanca Negri, artista de varietats i actriu (n. 1909).[45]
- 31 d'agost, Grand Rapidsː Grace Eldering, científica estatunidenca, creadora d'una vacuna per a la tos ferina.[46]
- 1 de setembre, Berkeley, Califòrnia (EUA): Luis Walter Álvarez, físic estatunidenc, Premi Nobel de Física de l'any 1968 (n. 1911)[47]
- 17 de setembre: Hilde Gueden, soprano austríaca una de les més apreciades intèrprets de Strauss i Mozart.
- 20 d'octubre, Londres: Sheila Scott, aviadora anglesa que va batre més de 100 rècords d'aviació (n. 1922).[48]
- 31 d'octubre, Malibu, Califòrnia, Estats Units: John Houseman, actor, productor, director i guionista estatunidenc (n. 1902).[49]
- 14 de novembre, Madrid: Julia Caba Alba, actriu espanyola (n. 1902).[50]
- 18 de novembre, Krimpen, Països Baixos: Lotte Beese, arquitecta i urbanista de la Bauhaus.[51]
- 6 de desembre, Hendersonville, Tennessee, Estats Units: Roy Orbison, cantant i pioner del Rock & Roll (n. 1936).[52]
- 21 de desembre, Oxford (Anglaterra): Nikolaas Tinbergen, etòleg i ornitòleg neerlandès, Premi Nobel de Medicina o Fisiologia de l'any 1973 (n. 1907
- 26 de desembre - Madrid: Pablo Sorozábal Mariezkurrena, compositor basc (n. 1897).
- 27 de desembre - Malibu, Califòrnia (EUA): Hal Ashby, director de cinema, muntador, actor i productor estatunidenc (n. 1929).[53]
- 25 de juliol, Vall de San Fernando: Judith Barsi, actriu